# Pokaz lotniczy

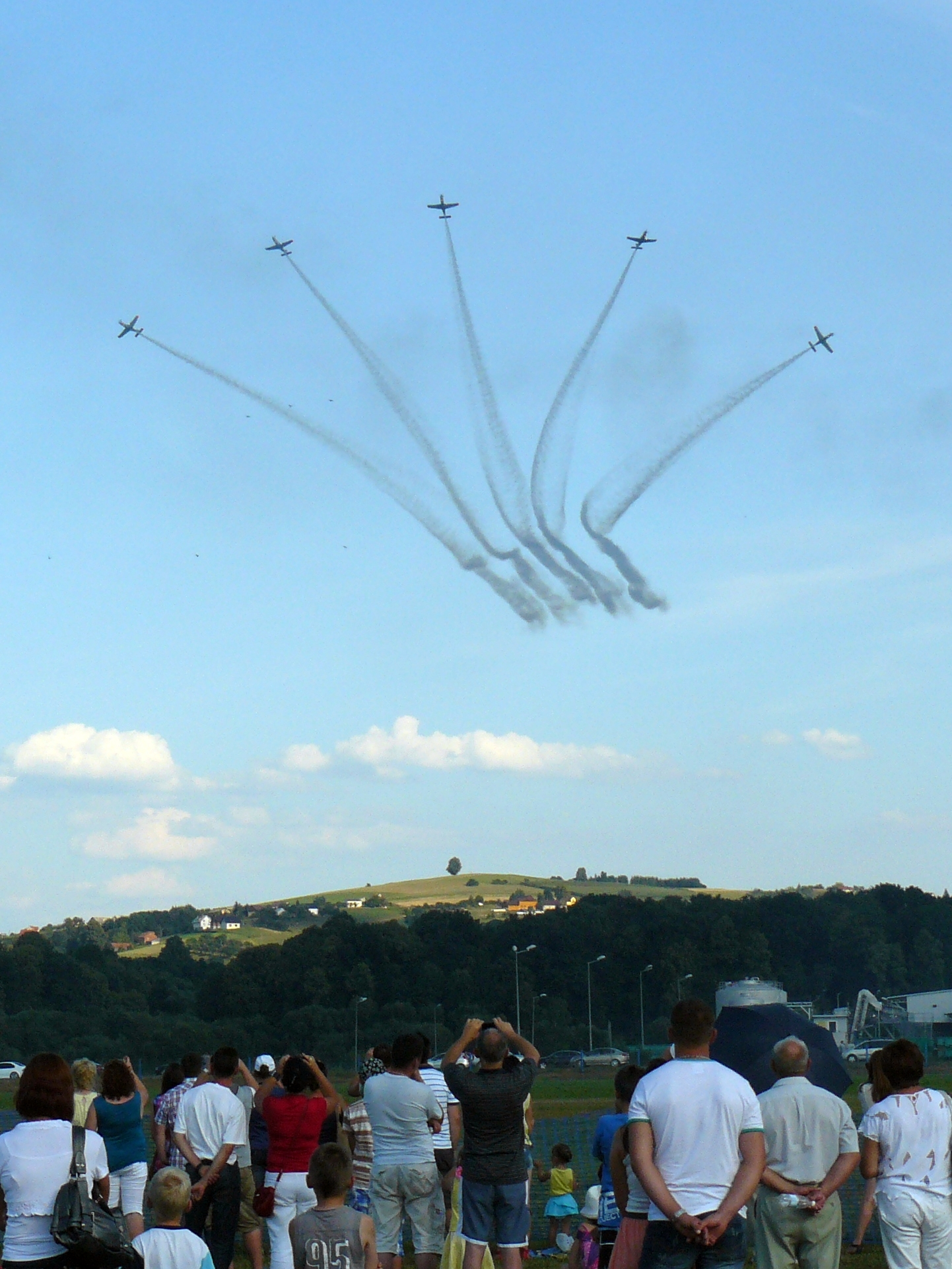
Samoloty polskiego Zespołu Akrobacyjnego „Orlik” w czasie lotu pokazowego

Pokaz lotniczy (ang. airshow) – wydarzenie publiczne, podczas którego prezentowane są różne rodzaje statków powietrznych. Pokaz lotniczy organizowany jest dla publiczności w celu zademonstrowania sprzętu lotniczego, jego możliwości i umiejętności pilotażowych załóg lotniczych. Podczas pokazów statki powietrzne wykonują typowe loty prezentacyjne, a niekiedy dla uatrakcyjnienia wydarzenia wykonują różne ewolucje powietrzne z elementami figur akrobacji lotniczej, są tzw. pokazy dynamiczne. Często podczas pokazów umożliwia się widzom oglądanie statków powietrznych na ziemi. Pewną odmianą pokazów lotniczych są także tzw. „pokazy statyczne” statków powietrznych na ziemi w czasie targów lotniczych np. Międzynarodowy Salon Lotniczy w Paryżu. W pokazach lotniczych często występują zespoły samolotów akrobacyjnych, np. Red Arrows z Wielkiej Brytanii, Flying Bulls z Czech, Frecce Tricolori z Włoch oraz z Polski: Zespół Akrobacyjny „Orlik”, Biało-Czerwone Iskry, Grupa Akrobacyjna Żelazny.

## Największe pokazy lotnicze
Największe pokazy lotnicze pod względem liczby osób oglądających (widzów), liczbą wystawców i wielkości powierzchni wystawienniczej, m.in.: Międzynarodowy Salon Lotniczy w Paryżu (Le Bourget), Farnborough International Airshow, Dubai Airshow i Singapore Airshow. Największym pokazem lotniczym, według liczby uczestniczących samolotów jest prawdopodobnie EAA AirVenture Oshkosh w 
Oshkosh w USA, w którym w 2022 roku wzięło udział około 3226 samolotów pokazowych (w czasie 7-dniowych pokazów w 2024 uczestniczyło 650 tys. osób). Jednymi z największych wojskowych pokazów lotniczych na świecie są pokazy organizowane na terenie wojskowej bazy lotniczej RAF Fairford Gloucestershire pod nazwą Royal International Air Tattoo.
Jedne z pokazów lotniczych o nazwie Axalp odbywają się w górach w Alpach pobliżu miejscowości Axalp w Szwajcarii. Wyznaczona strefa dla widzów znajduje się na zboczu góry na wysokości ok. 2240 m n.p.m., skąd widzowie mogą zobaczyć śmigłowce i samoloty myśliwskie Szwajcarskich Sił Powietrznych w czasie pokazowych lotów ćwiczebnych, samoloty wojskowe w czasie lotu strzelają z ostrej amunicji do tarcz umieszczonych na przeciwległym zboczu góry.

## Pokazy lotnicze w Polsce
28 września 1919 roku zorganizowano na lotnisku Poznań-Ławica pierwsze w Polsce, po odzyskaniu niepodległości, publiczne pokazy lotnicze. Pokazy zostały zorganizowane przez czasopismo lotnicze Polska Flota Napowietrzna oraz komitet organizacyjny. Przewodniczącym komitetu był inspektor wojsk lotniczych formacji wielkopolskich gen. Gustaw Macewicz. Pokazy te odbyły się z udziałem kilku tysięcy widzów. W czasie dwudniowej imprezy odbyły się konkursy: pilotażu, lotów bojowych i akrobacji lotniczej.
Obecnie w Polsce jedne z największych pokazów lotniczych to: Airshow w Radomiu (w 2013 uczestniczyło 180 tys. widzów, a w 2015 zaprezentowano 250 samolotów z 20 państw), LOTOS Gdynia Aerobaltic, Mazury Air Show (odbywają się w Giżycku).
| Miasto   | Lotnisko                     | Nazwa                                        | Edycje                                                                             |
| -------- | ---------------------------- | -------------------------------------------- | ---------------------------------------------------------------------------------- |
| Radom    | Port lotniczy Warszawa-Radom | Radom Air Show                               | 2000, 2001, 2002, 2003, 2005, 2007, 2009, 2011, 2013, 2015, 2017, 2018, 2023, 2025 |
| Mielec   | Lotnisko Mielec              | Air Show Mielec Podkarpackie Pokazy Lotnicze | 1997 ,2015, 2023, 2025                                                             |
| Suwałki  | Lotnisko Suwałki             | Odlotowe Suwałki Air Show                    | 2022, 2023, 2024, 2025                                                             |
| Wilamowo | Lotnisko Kętrzyn-Wilamowo    | Festyn Lotniczy Mazury Mazury Air Show       | 1999-2019, 2024, 2025,                                                             |
| Giżycko  | plaża                        | Mazury Air Show                              | 2022                                                                               |